# Здравствуй, Москва!
«Здравствуй, Москва!» — советская музыкальная киноповесть 1945 года режиссёра Сергея Юткевича. По официальной версии — дебютный фильм Георгия Вицина. В некоторых моментах фильма и на титрах можно увидеть знаменитый монумент «Рабочий и колхозница», ставший позднее заставкой киностудии «Мосфильм».

## Сюжет
На смотре художественной самодеятельности учащийся ремесленного училища поёт песню о Москве, аккомпанируя себе игрой на баяне. Принадлежавший когда-то кадровому рабочему, погибшему во время демонстрации 1905 года, инструмент побывал во многих руках, прежде чем попал к ребятам. Историю этого музыкального инструмента рассказывает директор училища…

## В ролях
- Николай Леонов — Коля Леонов, ученик ремесленного училища, поэт
- Н. Стравинская — Таня Никанорова, внучка мастера
- Олег Бобров — Олег Бобров, ученик ремесленного училища, баянист, вокал
- Виктор Селезнёв — Федя Капустин, ученик ремесленного училища, боксер
- Борис Бодров — Борис Бодров, ученик ремесленного училища
- Сергей Ильд — Сергей, ученик ремесленного училища
- Леонид Пирогов — Никанор Иванович Никаноров, мастер
- Иван Любезнов — Иван Александрович, директор ремесленного училища
- Александр Ширшов — Сергей Сергеевич, воспитатель
- Сергей Филиппов — Семён Семёнович Брыкин, баянист
- Борис Тенин — писатель
- Георгий Вицин — железнодорожник на станции «Дольск»
- Павел Кадочников — Константин Николаевич Златогоров, ремонтный слесарь паровозного депо
- Степан Каюков — представитель завода
- Константин Сорокин — завсегдатай пивного бара
- Павел Шпрингфельд — пассажир поезда

## Съёмочная группа
- Режиссёр-постановщик: Сергей Юткевич
- Сценаристы: Михаил Вольпин, Николай Эрдман
- Композитор: Анатолий Лепин
- Оператор: Марк Магидсон
- Художники: Пётр Бейтнер, Сергей Воронков
- Звукорежиссёр: Ольга Упеник
- Текст песен: В. Шкаровский. Ольга Фадеева[3]

## Участие в кинофестивалях
- Каннский кинофестиваль 1946.[4]

## Музыка
Музыку к этому фильму (включая композиции «Тройка» и «Чечётка») написал Анатолий Лепин. Она выпускалась на грампластинках апрелевского завода (Г — 16428, 16569 и других) совместно с министерством культуры СССР со второй половины 1940-х. С середины 1960-х музыка выпускалась на пластинках фирмой «Мелодия».
Все музыкальные и танцевальные номера и все детские роли исполняют учащиеся ремесленных и железнодорожных училищ и школ ФЗО, а также школьники г. Москвы.